# Жирафа (мультфильм)
«Жирафа» (фр. Zarafa) — французский полнометражный рисованный мультфильм режиссёров Реми Безансона и Жана-Кристофа Ли, по мотивам реальной истории жирафа Зарафа. Мультфильм был номинирован на премии «Энни» и «Сезар». В России премьера состоялась 13 июня 2013 года.

## Описание
Дедушка рассказывает своим внукам историю мальчика Маки, который преодолел путь из Африки в Париж: пересёк пустыню, встретил пиратов, попадал в разные опасные ситуации, в поисках своего лучшего друга — жирафа Зарафа. Жирафа забрали люди египетского паши Мухаммеда Али, чтобы подарить животное французскому королю Карлу X.

## Роли озвучивали
- Макс Ренаудин — Маки
- Симон Абкарян — Хассан
- Франсуа-Ксавье Демезон — Malaterre
- Вернон Добчефф — старый мудрец
- Роже Дюма — Карл X
- Ронит Элькабец — Бубулина
- Мохамед Феллаг — Махмуд
- Тьерри Фремон — Морено
- Мостефа Стити — Мухаммед Али-паша
- Филипп Морье-Жану — Сент-Илер

## Признание
- Номинация на премию «Энни» за лучшую режиссуру (Реми Безансон, Жан-Кристоф Ли)
- Номинация на премию «Сезар» за лучший анимационный фильм (Реми Безансон, Жан-Кристоф Ли, Валери Шерманн, Кристоф Янкович)[2]